# Entodontopsis contorte-operculata
Entodontopsis contorte-operculata là một loài Rêu trong họ Stereophyllaceae. Loài này được (Müll. Hal.) Broth. mô tả khoa học đầu tiên năm 1907.